# 格尔德·沃尔特
格尔德·沃尔特（德語：Gerd Wolter，1939年5月22日—），德国男子赛艇运动员。他曾代表西德参加瑞士卢塞恩举办的1962年世界赛艇锦标赛，获得男子四人单桨无舵手金牌。